# دیمو بورگیر
دیمو بورگیر (به ایسلندی: Dimmu Borgir) یک گروه بلک متال نروژی است که در سال ۱۹۹۳ در اسلو بنیان گذاشته‌شد. عبارت Dimmu Borgir به معنی «شهرهای تاریک» یا «قلعه‌های تاریک» در زبان‌های ایسلندی، فاروئی و اسکاندیناوی کهن است.
ترکیب نفرات دیمو بورگیر طی سال‌های فعالیت‌شان بارها دستخوش تغییر شده‌است و در حال حاضر فقط سیلنوز (گیتاریست) و شگرث (خواننده) از اعضای بنیان‌گذار در گروه باقی مانده‌اند.
موسیقی دیمو بورگیر در ۴ آلبوم اولشان (۱۹۹۴ تا ۱۹۹۹) تاثیرگرفته از آثار گروه‌هایی هم‌چون دارک‌ثرون، میهم، باثوری، امپرر، کلتیک فراست، ایمورتال، ونوم و آیرن میدن بود. اما از اوائل دههٔ ۲۰۰۰ میلادی و آلبوم ۴اُم‌شان به این سو آثارشان بیشتر به فضایی پراگرسیو و سمفونیک‌تر گرایش پیدا کرد که می‌توان بخشی از این دگرگونی سبکی را مرتبط با تغییر در ترکیب اعضای گروه و بخشی دیگر را تحت تاثیر موسیقی بزرگانی مانند آنتونین دورژاک، ریشارد واگنر و فردریک شوپن دانست.
اولین اثر دیمو بورگیر تک‌آهنگ «به تاریکی ابدی» بود که در عرض چند هفته همهٔ نسخه‌هایش فروش رفت و اعضای گروه را برآن داشت که یک آلبوم طولانی‌مدت
ضبط کنند. اولین آلبوم استودیویی آن‌ها با نام برای همیشه در دسامبر ۱۹۹۴ روانهٔ بازار شد و نام دیمو بورگیر را در سطح بین‌المللی مطرح کرد. از آن زمان تا به‌امروز گروه ۸ آلبوم استودیویی دیگر منتشر کرده‌است. آخرین آلبوم آن‌ها که در سال ۲۰۱۰ و با نام آبراهادابرا منتشر شد هم در اروپا و هم در آمریکا موفق بود.

## آلبوم‌ها
- For All Tid - ۱۹۹۴
- Stormblast - ۱۹۹۶
- Enthrone Darckness Triumphant - ۱۹۹۷
- Spiritual Black Dimensiouns - ۱۹۹۹
- Puritanical Euphoric Misantrophia - ۲۰۰۱
- Death Cult Armageddon - ۲۰۰۳
- Stormblast MMV - ۲۰۰۵
- In Sorte Diaboli - ۲۰۰۷
- Abrahadabra - ۲۰۱۰
- Eonian -  ۲۰۱۸

## پی‌نوشت
1. ↑  Silenoz
2. ↑  Shagrath
3. ↑  Inn I Evighetens Morke
4. ↑  For All Tid
5. ↑  Abrahadabra